# Langues lavongai-nalik
Les langues Lavongai-Nalik sont un sous-groupe de langues de Nouvelle-Irlande qui comprennent le nalik, le kara, le tiang, le tigak et le tungag.